# Reseburg (Wisconsin)
Reseburg es un pueblo ubicado en el condado de Clark en el estado estadounidense de Wisconsin. En el Censo de 2010 tenía una población de 776 habitantes y una densidad poblacional de 8,34 personas por km².

## Geografía
Reseburg se encuentra ubicado en las coordenadas 44°54′28″N 90°43′47″O / 44.90778, -90.72972. Según la Oficina del Censo de los Estados Unidos, Reseburg tiene una superficie total de 93.06 km², de la cual 92.76 km² corresponden a tierra firme y (0.33%) 0.3 km² es agua.

## Demografía
Según el censo de 2010, había 776 personas residiendo en Reseburg. La densidad de población era de 8,34 hab./km². De los 776 habitantes, Reseburg estaba compuesto por el 97.04% blancos, el 0.39% eran afroamericanos, el 0% eran amerindios, el 0.13% eran asiáticos, el 0% eran isleños del Pacífico, el 1.93% eran de otras razas y el 0.52% pertenecían a dos o más razas. Del total de la población el 3.48% eran hispanos o latinos de cualquier raza.
Existe paridad entre el número de hombre y de mujeres.